# Stanisław Franciszek Adamczewski

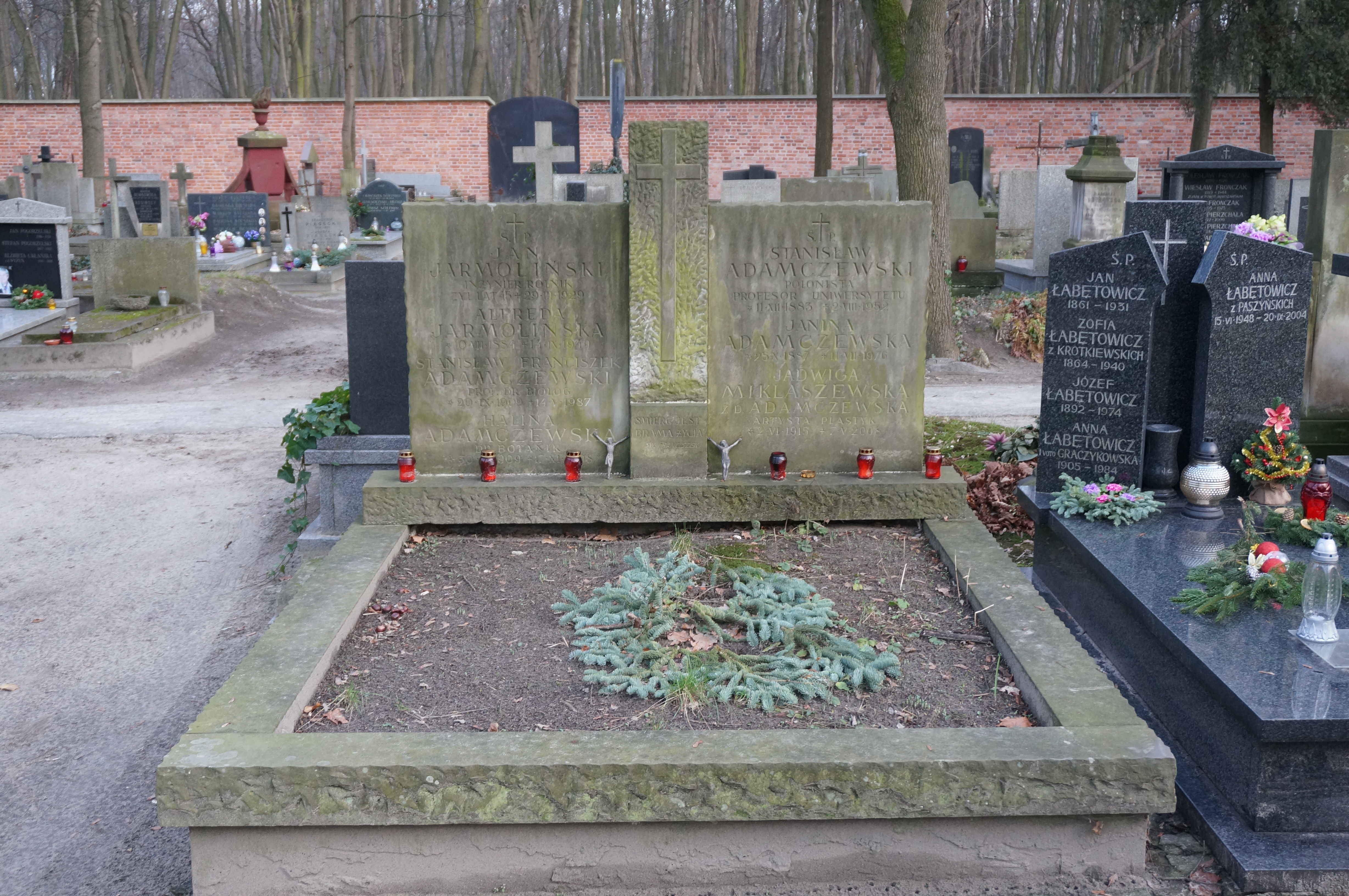
Grób Stanisława Franciszka Adamczewskiego na cmentarzu Powązkowskim

Stanisław Franciszek Adamczewski (ur. 20 września 1909 w Warszawie, zm. 14 maja 1987 tamże) – profesor nauk biologicznych, entomolog, lepidopterolog.
Syn prof. Stanisława Adamczewskiego (1883–1952) – historyka literatury, wykładowcy Uniwersytetu Warszawskiego i Uniwersytetu Łódzkiego. Miał młodszą siostrę Jadwigę Adamczewską-Miklaszewską (1915–2008) – artystkę plastyk, absolwentkę Akademii Sztuk Pięknych w Warszawie, projektantkę sztuki użytkowej.

## Biografia naukowa
Pracę magisterską obronił w 1939 na Uniwersytecie Warszawskim, doktorat w 1950 na Uniwersytecie Marii Curie-Skłodowskiej w Lublinie, natomiast tytuł profesora nadzwyczajnego otrzymał tamże w 1954. Zawodowo był związany z Instytutem Zoologii PAN.

## Kierunki badań
Zajmował się systematyką, faunistyką i ekologią nad krajowym rzędem owadów - motyli Lepidoptera. Prowadził wieloletnie badania nad składem gatunkowym i liczebnością motyli w Puszczy Białowieskiej.
Również jego badania były prowadzone w środowiskach silnie przekształconych przez człowieka (np. w środowisku miejskim Warszawy). Ponadto prof. Adamczewski naukowo zgłębiał tematykę wędrówek motyli jak też podjął się licznym pracom nad motylami z rodziny zwójek Tortricidae i piórolotków Pterophoridae. Opracował łącznie 30 publikacji, w tym jedna wydana pośmiertnie – „Zagadnienia migratyzmu motyli”.
Był recenzentem oraz redaktorem wielu prac naukowych m.in. Mieczysława Krzywickiego – „Przyczynku do znajomości fauny Tatr Polskich (lepidoptera)”.
Część materiałów zbieranych przez prof. Adamczewskiego podczas badań w Puszczy Białowieskiej znajdujących się w Muzeum i Instytut Zoologii PAN w Warszawie nie jest opracowana do dziś. Zbiory zebrane w okolicach Warszawy przez profesora w latach: 1963–1980 znajdujące się w tymże Muzeum (przechowywane w Łomnej k. Warszawy) doczekały się opracowania przez dr Grażynę Winiarską.

## Wybrane publikacje
- Adamczewski S. F. 1935/1936. Przyczynek do znajomości motyli Mazowsza. Polskie Pismo Entomologiczne. Lwów. t. XIV – XV.
- Adamczewski S. F. 1936. Nouvelle formę de lepidoptere provenant des Tatry Polonais/Nowa forma motyla z Tatr Polskich. Annales Musei Zoologici Polonici. Warszawa. 11.10: 9 ss.
- Adamczewski S. F. 1936. Etude sur la morphologie des escepeces du genre Cnephasia Curt. <Lep. Tortricidae> et sur leur distribution góographique en Pologne. Annales Musei Zoologici Polonici. Warszawa. 11.14: 32 ss.
- Adamczewski S. F. 1936. Notes sur Phalonia rutilana Hb.<Lep. Tortricidae>. Annales Musei Zoologici Polonici. Warszawa. 11.16: 8 ss.
- Adamczewski S. F. 1936. Pojawy motyli w okolicach Warszawy w roku 1934. Fragmenta Faunistica Musei Zoologici Polonici. Warszawa. 2.27: 9 ss.
- Adamczewski S. F. 1936. Tortricidae Tatr polskich. Fragmenta Faunistica Musei Zoologici Polonici. Warszawa. 2.33: 29 ss.
- Adamczewski S. F. 1938. Uzupełnienia i sprostowania do fauny motyli Polski. Fragmenta Faunistica Musei Zoologici Polonici. Warszawa. 3.15: 5 ss.
- Adamczewski S. F. 1939. Przyczynek do znajomosci fauny motyli Podola polskiego. Fragmenta Faunistica Musei Zoologici Polonici. Warszawa. 4.9: 51 ss.
- Adamczewski S. F. 1939. On the distinctness of the genera Oxyptilus Zeller and Capperia Tutt<Lepidoptera>. Annales Musei Zoologici Polonici. Warszawa. 13.22: 10 ss.
- Adamczewski S, F. 1947. Notes on the Lepidoptera of Poland. – The Entomologist 80: 102-106, 133-136
- Adamczewski S. F. 1949. Materiały do poznania piórolotków. Kraków: Polska Akademia Umiejętności, 1949. 11 s. (Seria: Materiały do Fizjografii Kraju: nr 17, z. 3)
- Adamczewski S. F. 1949. Rzut oka na zmiany w faunie Warszawy i okolic wywołane przez wojnę. Pol. Pismo. Ent. 18, Wrocław, ss. 268-275.
- Adamczewski S. F. 1950. Notatki lepidopterologiczne. Fragmenta Faunistica Musei Zoologici Polonici 1950 nr 4, s. 95-110.
- Adamczewski S. F. 1950. Uzupełnienia i sprostowania do fauny motyli Polski. Polskie Pismo Entomologiczne, 1950, t. 20, s. 75-93.
- Adamczewski S. F. 1950. Motyle minujące na tle naturalnych środowisk Białowieskiego Parku Narodowego. Ann. UMCS, Sectio C,5: 135-195.
- Adamczewski S. F. 1951. Łuskoskrzydłe śródmieścia Warszawy (Lepidoptera). Fragmenta Faunistica Musei Zoologici Polonici. Warszawa. 6: 111-128.
- Adamczewski S. F. 1962. Materiały do poznania wędrówek motyli w Polsce.I. Fragmenta Faunistica. Warszawa. 9: 373-379.
- Adamczewski S. F. 1964. Materiały do poznania wędrówek motyli w Polsce.II. Jesienne pojawy i migracje motyli w Warszawie i Białowieży w latach 1961 i 1962. Fragmenta Faunistica. Warszawa. 11: 319-374.
- Adamczewski S. F. 1966. Materiały do poznania wędrówek motyli w Polsce.III. Fragmenta Faunistica. Warszawa. 12: 413-427.
- Adamczewski S. F. 1967. Remarks on some larch-feeding Tortricids (Lepidoptera, Tortricidae). Uwagi o niektórych zwójkówkach modrzewiowych (Lepidoptera, Tortricidae). Seria Annales Zoologici (Polska Akademia Nauk. Instytut Zoologiczny) t. 25, nr 5; 5 ss.
- Adamczewski S. F. 1992. Zagadnienia migratyzmu u motyli. Warszawa. 560 ss. ISBN 83-00-03267-3